# Jorge Carpizo Mac Gregor
Jorge Carpizo Mac Gregor (Campeche, 2 april 1944 – 30 maart 2012) was een Mexicaans jurist en politicus.
Carpizo studeerde recht aan de Nationale Autonome Universiteit van Mexico (UNAM) en de London School of Economics. Carpizo was werkzaam als advocaat, voorzitter van het Instituut voor Juridische Studies aan de UNAM en van 1985 tot 1989 rector van die universiteit. Vervolgens werd hij rechter bij het Internationaal Gerechtshof en in 1990 werd hij door president Carlos Salinas (1988-1994) benoemd tot voorzitter van de Nationale Mensenrechtencommissie en vervolgens in 1993 tot minister van justitie. In januari 1993 werd hij benoemd tot minister van binnenlandse zaken naar aanleiding van de crisis die was ontstaan na de opstand van het Zapatistisch Nationaal Bevrijdingsleger (EZLN) het het aftreden van zijn voorganger Patrocinio González Garrido. Onder president Ernesto Zedillo (1994-2000) was hij ambassadeur in Frankrijk.